# 灵石县
36°30′N 111°28′E / 36.50°N 111.46°E
灵石县在中国山西省中部偏南、汾河中游，是晋中市所辖的一个县。
总面积为1206平方公里，2012年人口为26万人，县人民政府驻翠峰镇。灵石县经济基础雄厚，重工业发达，综合实力2010年位居山西省第三位，2011年全国县域经济排名第204位，中部31位。2012年GDP总量为174亿元人民币。

## 行政区划
灵石县下辖6个镇、6个乡：
翠峰镇、静升镇、两渡镇、夏门镇、南关镇、段纯镇、王禹乡、坛镇乡、梁家墕乡和交口乡。

## 人口
根據第七次人口普查數據，截至2020年11月1日零時，靈石縣常住人口為246491人。

## 历史文化名镇名村
- 中国历史文化名镇：静升镇（1）
- 中国历史文化名村：夏门镇夏门村（4）、两渡镇冷泉村（5）、南关镇董家岭村（7）
- 山西省历史文化名村：王禹乡王禹村（3）

## 名胜古迹
- 全国重点文物保护单位6项：旌介遗址、资寿寺、晋祠庙、灵石后土庙、王家大院、静升文庙
- 山西省文物保护单位2项：灵石文庙、夏门古堡
- 晋中市文物保护单位4项：何氏宗祠、静升文笔塔、石膏山天竺寺、灵石碑廊
- 灵石县文物保护单位

- 资寿寺
- 灵石后土庙
- 晋祠庙
- 王家大院
- 静升文庙